# Női sakkvilágbajnokság

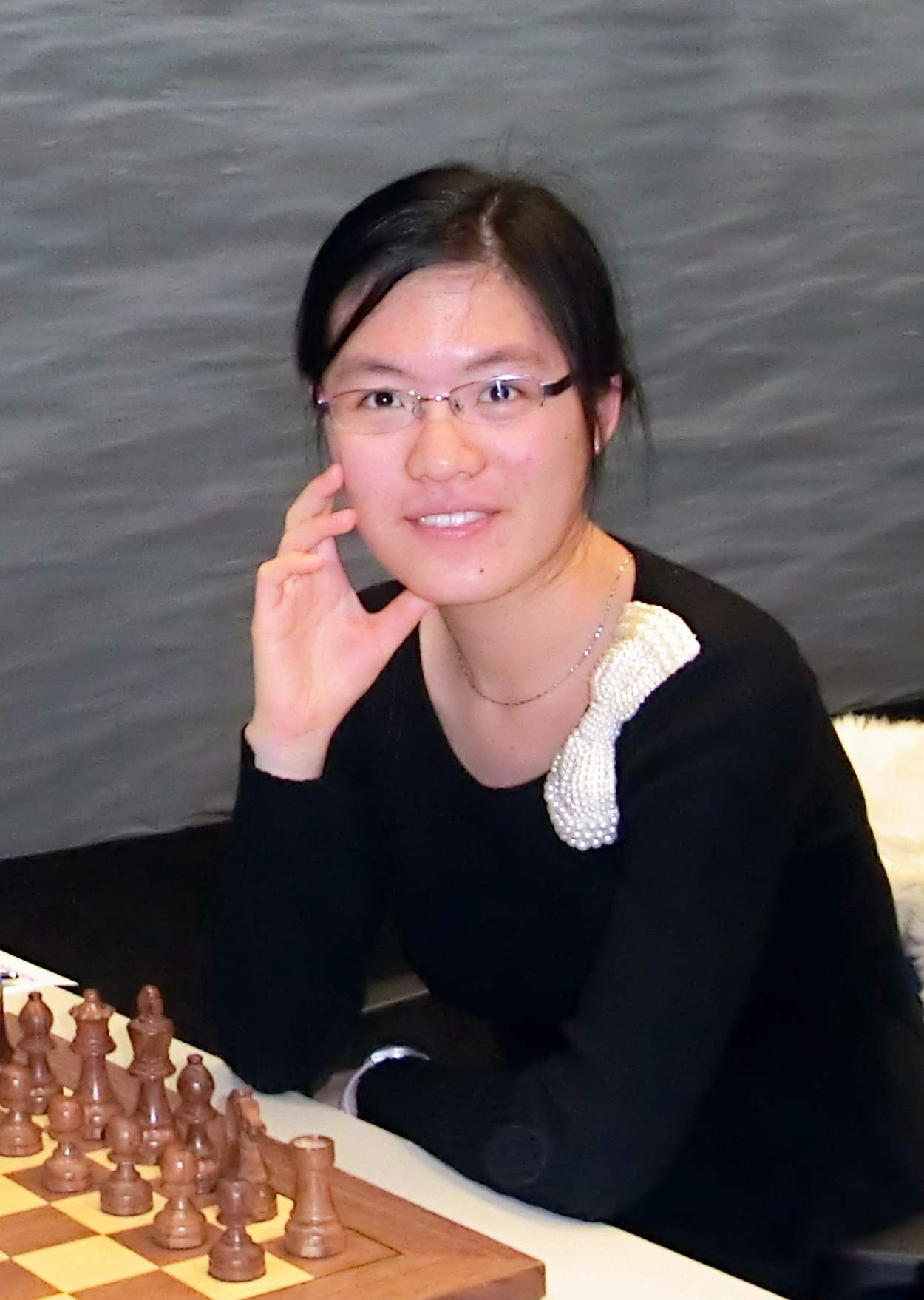
Hou Ji-fan
női sakkvilágbajnok (2016)

A női sakkvilágbajnokság a sakk női világbajnokának személyét eldöntő verseny. A Nemzetközi Sakkszövetség (FIDE) 1927 óta rendezi meg. A jelenlegi női sakkvilágbajnok a kínai Csü Ven-csün (Ju Wenjun). A magyar versenyzők közül Polgár Zsuzsa 1996-ban szerezte meg, és 1999-ig viselte a címet.

## A verseny története
Az 1924-ben megalakult Nemzetközi Sakkszövetség első intézkedései között szabályozta a férfi sakkvilágbajnokság rendszerét, és ezzel párhuzamosan létrehozta a női sakkvilágbajnokság intézményét. Az első női sakkvilágbajnokságra 1927-ben az első hivatalos sakkolimpiával egyidejűleg került sor. Az első női világbajnoki címet a cseh származású, Oroszországban felnőtt, majd az ottani forradalom után Angliában letelepedett Vera Menchik szerezte meg, és ezt több alkalommal (1930, 1931, 1933, 1935, 1937 és 1939) megvédve, egészen 1944-ben bekövetkezett haláláig viselte. A női sakkozók kis száma miatt a háború előtti időszakban a világbajnoki verseny győztesét nevezték világbajnoknak, és a férfi világbajnokságtól eltérően a cím védőjének is részt kellett a versenyen vennie. Vera Menchik a világbajnoki címét e versenyeken kívül egy 1934-ben rendezett nemhivatalos és egy 1937-ben rendezett hivatalos párosmérkőzésen is megvédte a kor akkori második legerősebb női sakkozójának számító Sonja Graf ellenében.
A háború után az első női sakkvilágbajnokságot körmérkőzéses formában 1949-1950-ben rendezték meg, amelyet a szovjet Ljudmila Rudenko nyert meg. Ezután 1991-ig a szovjet sakkozónők hegemóniája következett, a címet folyamatosan ők viselték.
A női sakkozók létszámának és játékerejük növekedése miatt 1952-ben első alkalommal zónaverseny került megrendezésre, majd 1971-től zónaközi döntőt is beiktattak. 1972-ig körmérkőzéses formában, majd 1986-ig kieséses rendszerű párosmérkőzések során dőlt el a világbajnokot kihívó személye. 1986-ban visszatértek a körmérkőzéshez, majd 1991-től már csak egy zónaközi döntőt rendeztek svájci rendszerben, amelynek győztese megvívhatott a világbajnoki címért a cím védőjével. 2000-ben visszatértek a kieséses rendszerű párosmérkőzésekhez. 2010 óta évente rendezik meg a világbajnokságot. Páros években az Élő-pontszám szerinti 64 legerősebb játékos közül kieséses rendszerű párosmérkőzések sorozata után kerül ki a győztes, aki megvívhat a címért. Páratlan években a kihívó az a játékos lesz, aki a hat versenyből álló Grand Prix sorozatot megnyeri. A 2018-as női sakkvilágbajnokságot követően a női világbajnoki cím eldöntése a férfiakéval azonos lebonyolítási rendszerben történik. A 2018-as női világbajnokság elődöntősei (a világbajnoki címet elnyerő győztes kivételével) a következő világbajnoki ciklus világbajnokjelöltek versenyére szereznek kvalifikációt.
A Grand Prix sorozatban résztvevő 18 játékos kiválasztása különböző módokon történhet, de mindenképpen a világ 18 legerősebb játékosa vesz részt a küzdelmekben, beleértve a regnáló világbajnokot is. A Grand Prix sorozat egyes versenyein az első helyezett 160, a második 130, a harmadik 110, a negyedik 90 pontot kap, majd további helyezésenként 10-10 ponttal kevesebbet. Holtverseny esetén a megfelelő helyezésekért járó pontszámot összeadják, és elosztják a holtversenyben álló versenyzők között.
A 2020-as világbajnoki ciklusban vezették be a női sakkvilágbajnok-jelöltek versenyét, amelyen a férfi világbajnoksághoz hasonlóan nyolc versenyző kétfordulós körmérkőzésen dönti el a világbajnok kihívójának személyét. Az első alkalommal megrendezett női világbajnokjelöltek versenyén az előző világbajnokság elődöntősei, valamint az előző évi átlagos Élő-pontszámuk alapján az öt legerősebb játékos indulhatott. A győzelmet a kínai Hou Ji-fan helyett tartalékként beugró orosz Alekszandra Gorjacskina szerezte meg, és így ő hívhatta ki a kínai Csü Ven-csünt, az aktuális világbajnokot. A világbajnoki döntő mérkőzéseinek számát a korábbi 10-ről 12-re emelték. 6–6-os eredmény esetén rájátszással döntik el a világbajnok személyét.

## A női világbajnokok
| Név                     | Évek      | Ország                             |
| ----------------------- | --------- | ---------------------------------- |
| Vera Menchik            | 1927–1944 | Oroszország/ Csehszlovákia/ Anglia |
| nem volt világbajnok    | 1944–1950 | A 2. világháború miatt             |
| Ljudmila Rudenko        | 1950–1953 | Szovjetunió (Ukrajna)              |
| Jelizaveta Bikova       | 1953–1956 | Szovjetunió (Oroszország)          |
| Olga Rubcova            | 1956–1958 | Szovjetunió (Oroszország)          |
| Jelizaveta Bikova       | 1958–1962 | Szovjetunió (Oroszország)          |
| Nona Gaprindasvili      | 1962–1978 | Szovjetunió (Grúzia)               |
| Maia Csiburdanidze      | 1978–1991 | Szovjetunió (Grúzia)               |
| Hszie Csün              | 1991–1996 | Kína                               |
| Polgár Zsuzsa           | 1996–1999 | Magyarország                       |
| Hszie Csün              | 1999–2001 | Kína                               |
| Csu Csen                | 2001–2004 | Kína                               |
| Antoaneta Sztefanova    | 2004–2006 | Bulgária                           |
| Hszü Jü-hua             | 2006–2008 | Kína                               |
| Alekszandra Kosztyenyuk | 2008–2010 | Oroszország                        |
| Hou Ji-fan              | 2010–2012 | Kína                               |
| Anna Usenyina           | 2012–2013 | Ukrajna                            |
| Hou Ji-fan              | 2013–2015 | Kína                               |
| Marija Muzicsuk         | 2015–2016 | Ukrajna                            |
| Hou Ji-fan              | 2016–2017 | Kína                               |
| Tan Csung-ji            | 2017–2018 | Kína                               |
| Csü Ven-csün            | 2018–     | Kína                               |

## A magyarok szereplése
Az első magyar versenyző az 1937-es világbajnoki küzdelemben vett részt. Faragó Klára a 26 fős mezőnyben a 11. helyen végzett. Az 1949-50-es világbajnoki versenyen Lángos Józsa a 16 résztvevő között a 10. helyet szerezte meg. Ugyanezt az eredményt érte el 1952-ben is. 1955-ben Kertész Éva (Karakas Éva néven ismertebb) a 20 versenyző közül a 14. helyet szerezte meg, 1959-ben a 7. helyen, 1961-ben a 17 versenyzőből a 9. helyen végzett, míg 1964-ben a 13. lett.
1971-ben Ivánka Mária a zónaközi döntőn a 4-5. helyezést érte el, miközben az első három helyezett, kiegészítve az előző világbajnokság döntőjének vesztesével játszhatott párosmérkőzéseket a világbajnok kihívásáért. 1973-ban Verőci Zsuzsa a 9., Karakas Éva a 15. helyet szerezte meg a zónaközi versenyen. 1976-ban két zónaközi versenyt rendeztek, mindkét magyar versenyző, Verőci Zsuzsa és Ivánka Mária az 5. helyen végzett saját versenyén, mindketten éppen hogy lemaradtak a világbajnokjelölti párosmérkőzéses szakaszról.
1979-ben Verőci Zsuzsa a zónaközi versenyen elért 2. helyezésével első magyarként jutott be a világbajnokjelölti párosmérkőzéses szakaszba, ahol 1980-ban az első fordulóban búcsúzni kényszerült, miután 6-3 arányban vereséget szenvedett Nana Ioszelianitól. A másik zónaközi versenyen Ivánka Mária a 7. helyet szerezte meg. 1984-ben mind Verőci Zsuzsa, mind Ivánka Mária a 10. helyen végzett a saját zónaközi versenyén. 1985-ben Verőci Zsuzsa a 6., Ivánka Mária a 12. helyen végzett.
1987-ben három magyar versenyző állhatott rajthoz a zónaközi versenyeken. Mádl Ildikó és Verőci Zsuzsa a 6. helyet szerezte meg, míg Ivánka Mária a 8. helyen végzett. 1990-ben Mádl Ildikó a 9. helyet szerezte meg.
1991-ben 35 résztvevővel 13 fordulós svájci rendszerű versenyben dőlt el a világbajnok kihívójának személye. A versenyen három magyar állhatott rajthoz. Mádl Ildikó a 13., Verőci zsuzsa a 18., Csonkics Tünde a 19. helyen végzett. A versenyről továbbjutó hat fő mellé meghívták a legutóbbi világbajnokjelölti ciklus két legeredményesebb résztvevőjét, valamint Polgár Zsuzsát, aki elsőként a nők közül versenyeken teljesítette a férfi nagymesteri címet. Ebben az időben rajta kívül csak a két női világbajnok Gaprindasvili és Csiburdanidze rendelkezett a férfi nagymesteri címmel, de ők nem versenyeredményeik alapján kapták, hanem a női világbajnoki cím elnyerésével jutottak hozzá. 1992-ben Polgár Zsuzsa első helyen végzett a világbajnokjelöltek versenyén, így párosmérkőzést vívhatott Nana Ioszelianival. A mérkőzés 6-6 arányú döntetlennel ért véget, ami után pénzfeldobással döntötték el a továbbjutás kérdését, ami Ioszelianinak kedvezett, így ő mérkőzhetett meg a világbajnoki címért.
1993-ban a svájci rendszerű zónaközi versenyen Csőke Adrien indult, aki a 39. résztvevő között a 24. helyen végzett. A világbajnokjelölti versenyre azonban meghívást kapott Polgár Zsuzsa, mint az előző világbajnoki ciklus két legjobban szereplő versenyzőjének egyike. A versenyt Maia Csiburdanidzével holtversenyben nyerte, így vele vívhatott párosmérkőzést a világbajnok kihívásának jogáért. A mérkőzést Polgár Zsuzsa nagy fölénnyel 5,5-1,5 arányban nyerte meg. A világbajnoki döntőben Hszie Csün ellen 8,5-4,5 arányban diadalmaskodott, így ő lett Magyarország első női sakkvilágbajnoka. Polgár Zsuzsa világbajnoki címének megvédésére 1999-ben került volna sor. A kínai helyszín, valamint a nem megfelelő szponzorálás miatt nem állt ki, így címét játék nélkül elvették. Néhány évvel később a Sportbíróság neki adott igazat a vitában, de a világbajnoki címet már nem kapta vissza.
A 2000. évi világbajnoki ciklust a világranglista első 64. helyezettje részvételével kieséses rendszerű párosmérkőzéses formában rendezték. A versenyen nem vettek részt a Polgár lányok, akik közül Judit a világranglista élén állt, Zsófi a 14. helyen, míg Zsuzsa eleve lemondta a részvételt. Az egyetlen magyar résztvevő, Lakos Nikoletta az első fordulóban kikapott a svéd Pia Cramlingtól.
2008-ban a vietnami születésű magyar versenyző, Hoang Thanh Trang a kieséses rendszerű párosmérkőzéses sorozatban a 3. fordulóig jutott el, ahol azonban vereséget szenvedett Kónéru Hanpitól, a 2011-es világbajnoki döntő résztvevőjétől. 2010-ben a 2. fordulóban esett ki, amikor az Európa-bajnok Katyerina Lahnótól kapott ki. 2012-ben is a 2. fordulóban ért véget számára a verseny, amikor az ugyancsak Európa-bajnoki címmel rendelkező Tatyjana Koszincevától szenvedett vereséget. A 2015-ös és a 2017-es kieséses rendszerű világbajnokságokon ismét ő egyedül képviselhette Magyarországot a 64 versenyző között, de mindkét alkalommal az első fordulóban búcsúzni kényszerült,